# Spider-Man 2: The Sinister Six
Spider-Man 2: The Sinister Six ist ein Videospiel, das auf dem gleichnamigen Superhelden aus den Marvel Comics basiert.

## Inhalt
Die Handlung des Spiels dreht sich um die Entführung von Tante May. Spider-Man muss sie vor der Gruppe von Bösewichten zu retten, die sich selbst die Sinister Six nennen. Er muss gegen Mysterio, Sandman, Vulture, Scorpion, Kraven und Doktor Oktopus antreten.

## Spielprinzip
Der Spieler steuert Spider-Man. Das Spiel bietet sechs verschiedene Levels. In jedem Level gibt es einen Boss-Gegner. Während des Spiels kann Spider-Man springen, schlagen, treten, Wände hochklettern und seine Netz-Shooter verwenden, damit seine Feinde vorübergehend betäubt sind. In jedem Level muss der Spieler eine bestimmte Aufgabe lösen, damit man gegen den Bossgegner antreten kann.

## Rezeption
Das Spiel erhielt durchschnittliche bis gute Kritiken. GameRankings gab dem Spiel 70,29 %. Das Spiel bekam von IGN eine Punktzahl von 9/10.